# Mahuva
Mahuva är en stad i den indiska delstaten Gujarat, och tillhör distriktet Bhavnagar. Folkmängden uppgick till 82 772 invånare vid folkräkningen 2011, med förorter 98 519 invånare.